# 9663 Zwin
9663 Zwin (1996 GC18) là một tiểu hành tinh vành đai chính được phát hiện ngày 15 tháng 4 năm 1996 bởi E. W. Elst ở Đài thiên văn Nam Âu.